# Рэйнбоу-Бридж (национальный памятник)
Национальный памятник Рэйнбоу-Бридж или «Мост-радуга» (англ. Rainbow Bridge National Monument) — национальный памятник общей площадью 0,65 км², основной достопримечательностью которого является естественно сформированная арка из розового песчаника навахо над рекой Бридж-Крик. Высота моста составляет 88 м, ширина — 9,7 м, длина — 82 м. Национальный памятник расположен в штате Юта, вблизи с границей с Аризоной, входит в национальную зону отдыха «Глен-Каньон».
Национальный парк расположен на северо-западном склоне горы Навахо, Рэйнбоу-Бридж находится на дне каньона глубиной 300 м. Почти полностью окружен индейской резервацией навахо.

## История
Существуют археологические свидетельства, что вблизи Рэйнбоу-Бридж проживали люди 6000-4000 до н. э. В индейской традиции Рэйнбоу-Бридж является символом дождей и плодородия. Вблизи проживали пуэбло, а затем племена пайюты и навахо, которые называли арку Nonnezoshe или «радуга, превратившаяся в камень».
Рэйнбоу-Бридж был открыт для европейских поселенцев 14 августа 1909 года экспедицией, которую возглавляли Байрон Камминс и Уильям Дуглас. Территория была объявлена Национальным памятником 30 мая 1910 года президентом Уильямом Тафтом. В начале 1920-х годов Чарльз Бернхеймер спонсировал три экспедиции к мосту. На протяжении многих лет Рэйнбоу-Бридж был одним из наиболее отдалённых и изолированных объектов Службы национальных парков США. В 1956 году Конгресс принял законопроект о строительстве дамбы Глен-Каньон. В результате национальный памятник оказался на берегу новообразованного искусственного озера Пауэлл.

## Посетители
На территории Рэйнбоу-Бридж нет постоянного обслуживания службой национальных парков. К памятнику можно добраться либо пешеходной тропой длиной 22 км, проходящей через индейскую резервацию, либо подплыть на лодке по озеру Пауэлл.
Среднее количество посетителей в год в 2005—2015 годах — 84 526 человек.
| Посетители национального памятника Рэйнбоу-Бридж |
| ------------------------------------------------ |
|                                                  |